# Zwolnienie warunkowe (film)
Zwolnienie warunkowe – amerykański kryminał z 1978 roku na podstawie powieści No Beast So Fierce Edwarda Bunkera.

## Fabuła
Max Dembo jest złodziejem, który wychodzi na zwolnienie warunkowe. Zostaje mu przydzielony kurator Earl Frank. Ale Max nie zamierza się nikomu podporządkować. Zamiast do wyznaczonego schroniska idzie do hotelu. Poznaje Jenny Mercer, która pomaga mu zdobyć pracę. Spotyka też kolegę z celi – Willy’ego Darina. I od tego momentu Max zaczyna pakować się w kłopoty.

## Obsada
- Dustin Hoffman – Max Dembo
- Theresa Russell – Jenny Mercer
- Gary Busey – Willy Darin
- Harry Dean Stanton – Jerry Schue
- M. Emmet Walsh – Earl Frank
- Rita Taggart – Carol Schue
- Kathy Bates – Selma Darin
- Sandy Baron – Manny
- Jake Busey – Henry Darin
- Edward Bunker – Mickey
- Peter Jurasik – kasjer w banku
- Fran Ryan – właścicielka kawiarni